# Columbus-Louisiana-Klasse
Die Columbus-Louisiana-Klasse war eine Klasse von Kühlcontainerschiffen der Hamburger Reederei Hamburg Süd. Bei der Klasse handelte es sich um eine konstruktive Weiterentwicklung der 1977 von der AG Weser abgelieferten Dreierserie der Columbus-Victoria-Klasse, die mit einem Portalkran ausgestattet wurde. Die ersten beiden Schiffe der Klasse, die Columbus-Louisiana und Columbus Canterbury sind baugleich. Das dritte Schiff, die Columbus Queensland ist 16,2 m länger und hat daher einige andere Daten.

## Geschichte
Die Schiffe wurden im Januar 1978 bei der AG „Weser“-Seebeckwerft kontrahiert. Die Columbus Louisiana (Baunummer 1023) wurde 1987 und die Columbus Canterbury (Baunummer 1024) wurde 1985 von der Bauwerft um einen 40‘-Laderaum verlängert und wiesen danach die gleichen Abmessungen wie die Columbus Queensland auf, wobei in der Literatur bzgl. Lpp und L.o.a. unterschiedliche Angaben kursieren.

## Schiffsbeschreibung
Das Deckshaus für die Wohn- und Wirtschaftsräume sowie die Maschinenanlage befanden sich hinten, die lange Back reichte bis über den Laderaum 1. Mit der Breite von 28 m konnten an Deck elf Container nebeneinander gestaut werden. Für ausreichende Trimm- und Stabilitätsverhältnisse bei der Fahrt und Beladung sorgten 3400 t Ballastwasser in den Doppelboden- und Seitentanks. Zur Optimierung der Widerstands- und Propulsionsverhältnisse wurden bei der Hamburgischen Schiffbau-Versuchsanstalt Schleppversuche durchgeführt.
Die Schiffe waren als Kühlcontainerschiffe für Porthole-Container unter Deck (20-Fuß-Container) in den Laderäumen 2, 3, 4, 6 und 7 nach dem CON-AIR-System von Grünzweig & Hartmann konstruiert und gebaut. Insgesamt konnten 596 Kühlcontainer geladen werden. Überhohe Lukensülle ermöglichten die Stauung von 7 Lagen 8'6" hohen ISO-Containern in festen Zellgerüsten. Die Räume 1 und 5 waren für Trockencontainer vorgesehen.

### Schiffbau
Die Konstruktion basierte auf den AG-Weser-Vorbauten und beinhaltete durchlaufende Lukenlängssülle und seitliche Torsionskästen, die als Betriebsgänge und Maschinenräume für die Kühlmaschinen zur Versorgung der Porthole-Kühlcontainer dienten. Die Außenhaut wurde nach dem Längsspantensystem gebaut und die obere Gurtung bestand aus höherfestem Stahl. Mitte Schiff wurde im Doppelboden ein durchlaufender Rohrtunnel für die Lenz- und Ballastleitungen angeordnet. In Höhe der Lukensüllgurtung wurde die Kranbahn für den Portalkran angeordnet, der zum Containerumschlag diente. Zur Lukenabdeckung dienten wasserdichte Stahl-Pontondeckel, die für 60 t pro 20-Fuß-Containerstapel und für 70 t pro 40-Fuß-Containerstapel ausgelegt wurden.

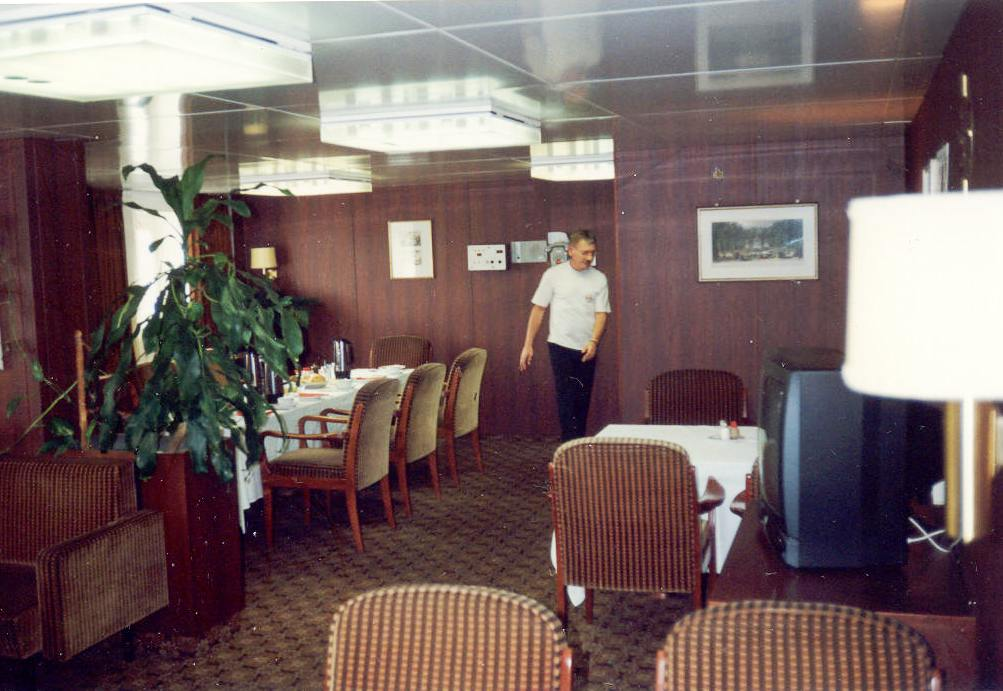
Offiziersmesse der Columbus Canterbury
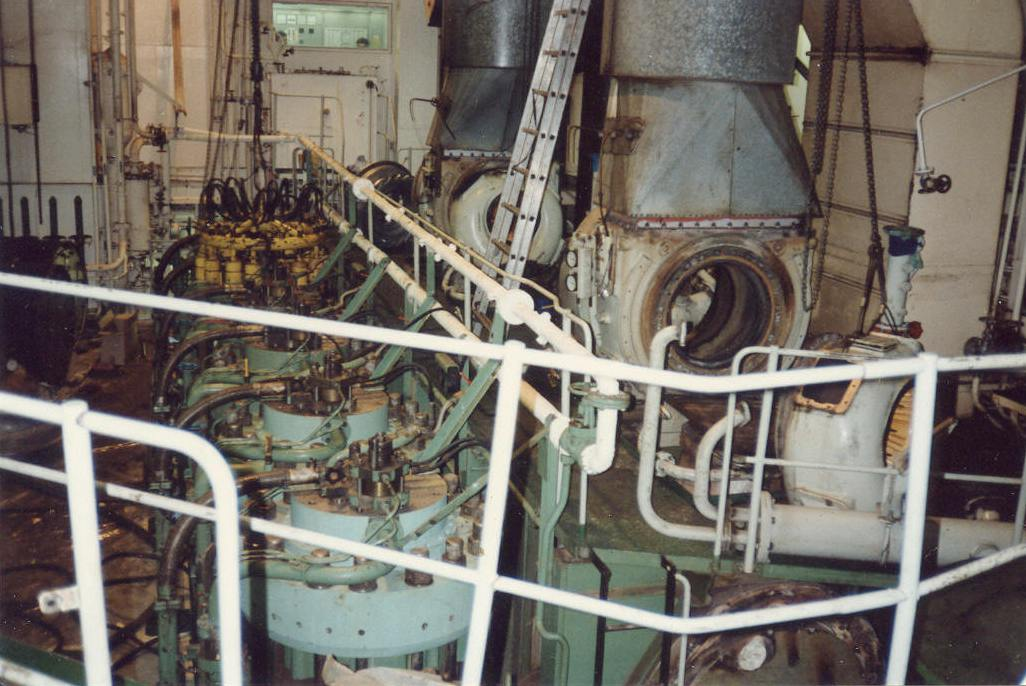
Arbeiten am Hauptmotor der Columbus Canterbury
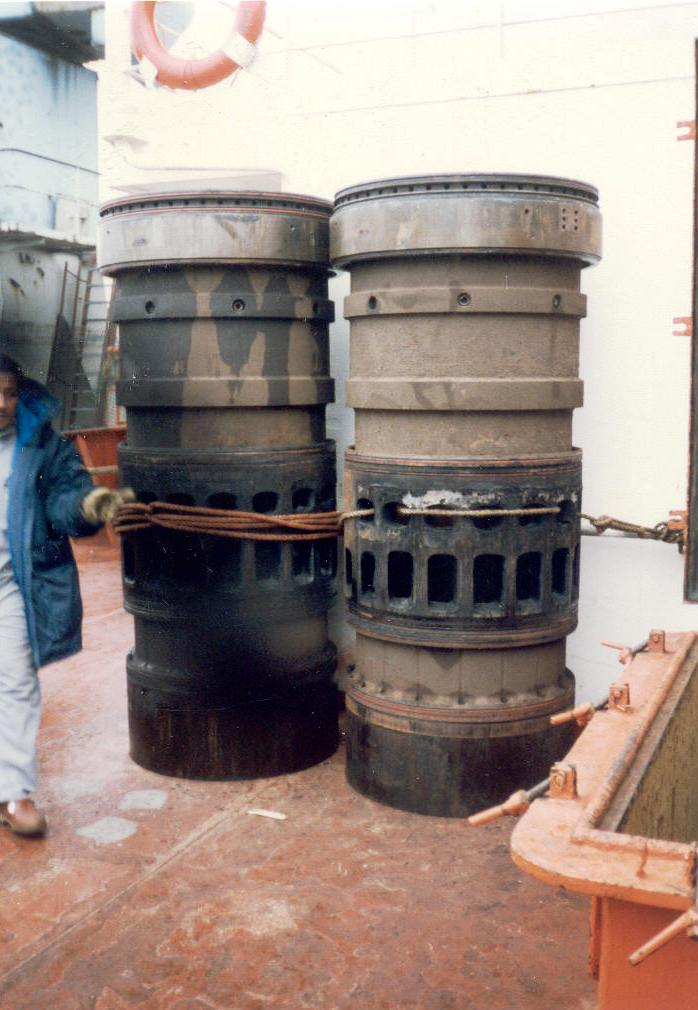
Laufbuchsen des Hauptmotors der Columbus Canterbury
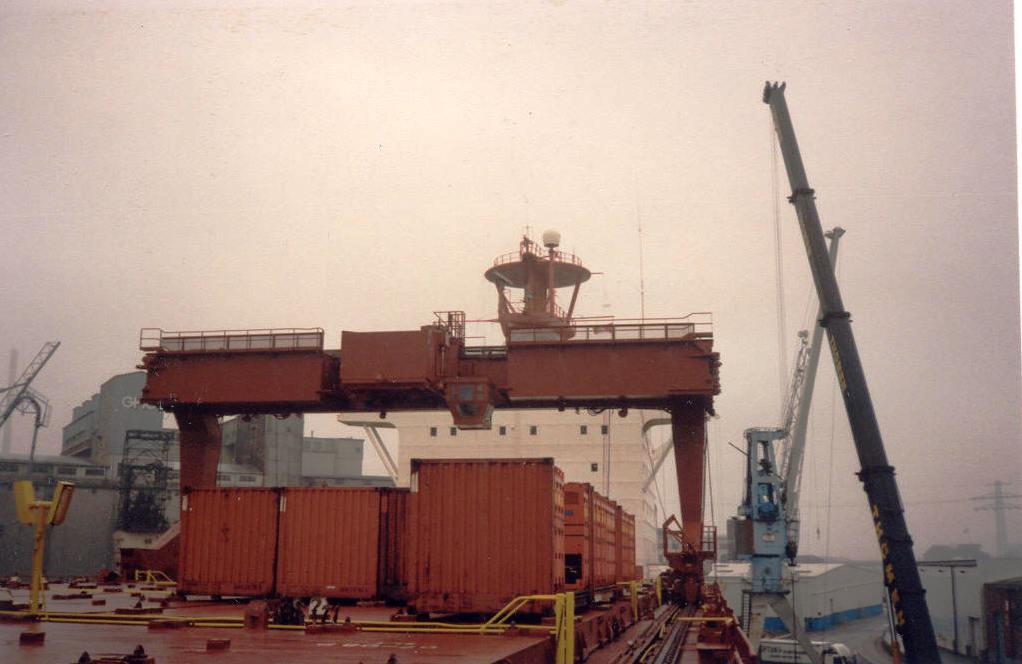
Portalkran  der Columbus Canterbury

### Antrieb und Steuerung
Die Maschinenanlage war laut Klassezeichen MC AUT 24/24 für den wachfreien Betrieb ausgelegt, d. h. für den „Betrieb mit unbesetztem Maschinenraum“. Es bedeutet, dass an Bord eines Seeschiffes die Maschinenwache zwar immer gegangen werden muss, allerdings nicht zwingend im Maschinenraum, sondern auch im Maschinenkontrollraum (MKR).
Als Antrieb diente ein langsamlaufender Zweitaktmotor vom Typ Sulzer 6 RND 76 M mit 10.950 kW Nennleistung bei 122/min. Die Aufladung erfolgte mit zwei Abgasturboladern und im unteren Teillastbetrieb wurden der Motor von einem elektrisch angetriebenen Hilfsgebläse mit 49 kW Antriebsleistung versorgt. Der Antriebsmotor konnte von der AEG-Fahrautomatik GEAMOT stufenlos mit dem Brückentelegrafen gefahren werden, außerdem vom Maschinenkontrollraum und im Notbetrieb direkt am Motor. Der Hauptmotor wurde mit Druckluft gestartet und trieb einen vierflügeligen Propeller an, der mit einem SKF-Druckölverband auf dem Wellenkonus befestigt war. Die Druckluft wurde von zwei wassergekühlten Anlassluftkompressoren mit einem Volumenstrom von je 230 m³/h bei 30 bar Enddruck gefördert, die in zwei Luftflaschen mit 8.000 l Inhalt gespeichert wurde. Außerdem stand ein luftgekühlter Leckluftkompressor mit 143 m³/h bei 30 bar Enddruck zur Verfügung.
Zur Steuerung diente ein Halbschwebe-Balanceruder in Stromlinienform, das von einer elektrohydraulischen Ruderanlage mit zwei voneinander unabhängigen Pumpensätzen versorgt wurde. Hinter der Vorpiek wurde ein Lips-Bugstrahlruder mit 735 kW Leistung und 2,3 m Propellerdurchmesser installiert, das einen Schub von 12,7 t entwickelte.

### Dampferzeugung
Im Hafen- und Revierbetrieb erfolgte die Dampferzeugung mit einem ölgefeuerten Hilfskessel aus werfteigener Konstruktion und Herstellung, der im Seebetrieb als Dampfsammler diente. Hilfs- und Abgaskessel hatten eine Nennleistung von 2000 kg/h bei 8 bar. Der Dampf wurde zur Schmieröl- und Schwerölvorwärmung bei der Reinigung in den Separatoren benötigt. Außerdem wurde der Dampf zur Bunkerheizung, zur Schwerölendvorwärmung und zur Warmwasserbereitung und Raumheizung eingesetzt.

### Elektrische Anlage
Zur Stromerzeugung waren zwei MaK-Dieselgeneratoren vom Typ 6 M 332 AK mit 920 kW Leistung bei 720/min (Generatorleistung 1081 kVA bei 450 V) und zwei MaK-Dieselgeneratoren vom Typ 8 M 332 AK mit 1250 kW Leistung bei 720/min (Generatorleistung 1470 kVA bei 450 V) installiert. Als Notstromaggregat war ein KHD-Dieselmotor vom Typ F 6 L 912 R mit 47 kW Leistung eingebaut.

### Ladungskühlanlage
Die Ladungskühlanlage bestand aus den dezentral in den Seitengängen angeordneten R22-Kältmittelverdichtern und Kondensatoren, aus den Kühlstäben (CON-AIR-System) mit den Verdampfern in den Laderäumen und den daran mit verfahrbaren Kupplungen angeschlossenen Portholecontainern.

### Einrichtung und Ausrüstung
Die Besatzung war in klimatisierten Einzelkammern untergebracht, die jeweils mit einem Duschbad und Kühlschrank ausgestattet waren. Die Mannschaftsmesse für 30 Personen befand sich im ersten Deck, die Offiziersmesse für 28 Personen und der Salon mit Bar befanden sich im zweiten Aufbaudeck. Im Salon befand sich eine Verbindungstür zu einer Laube mit angrenzendem Schwimmbad.
Das Schiff war im Vorschiff mit zwei elektrischen Ankerverholwinden mit je einer Kettennuss und einer 10-t-Mooringwinde ausgestattet. Auf dem Hinterschiff waren zwei 10-t-Mooringwinden mit Spillköpfen aufgestellt.
Im Hinterschiff war zur Übernahme von Proviant und Maschinenteilen ein elektrohydraulischer Kran mit einer Kapazität von 5 t und 18 m Ausladung vorhanden.

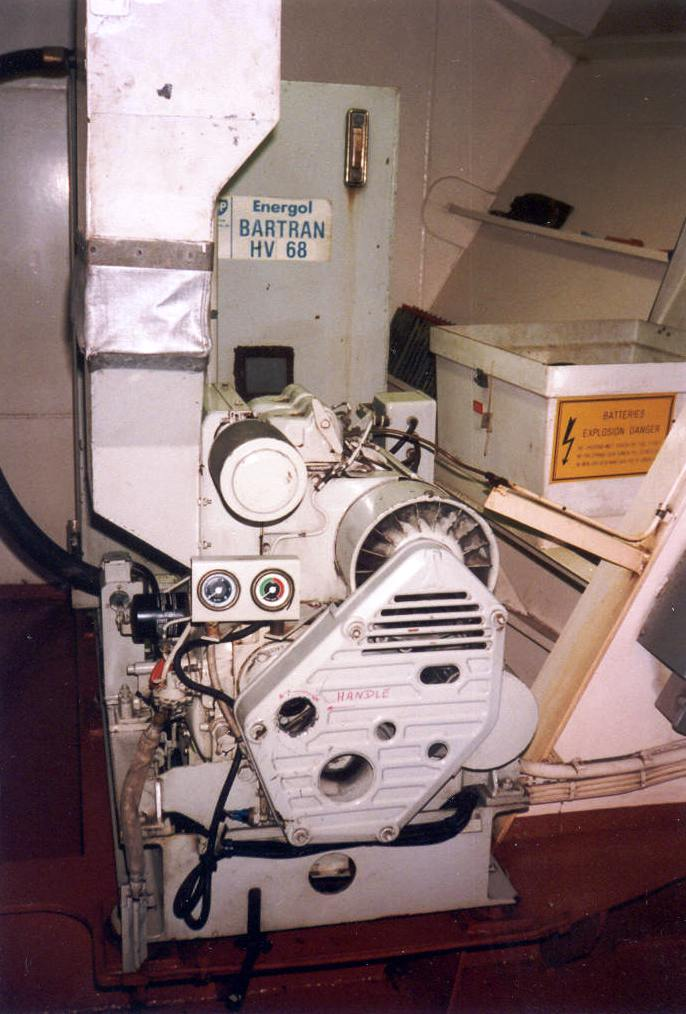
Notdiesel der Columbus Canterbury
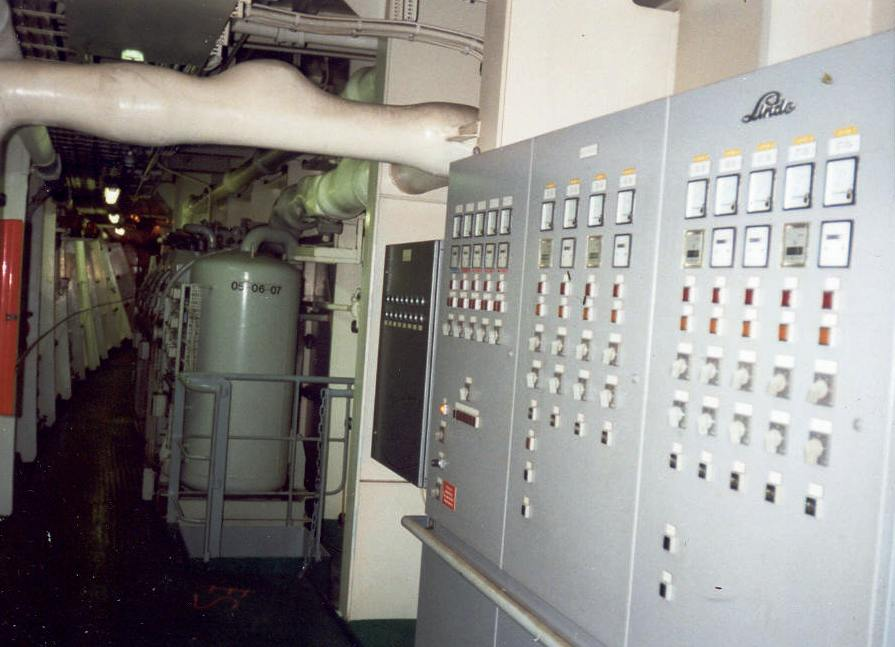
Kälteanlagen in den Torsionskästen der Columbus Canterbury
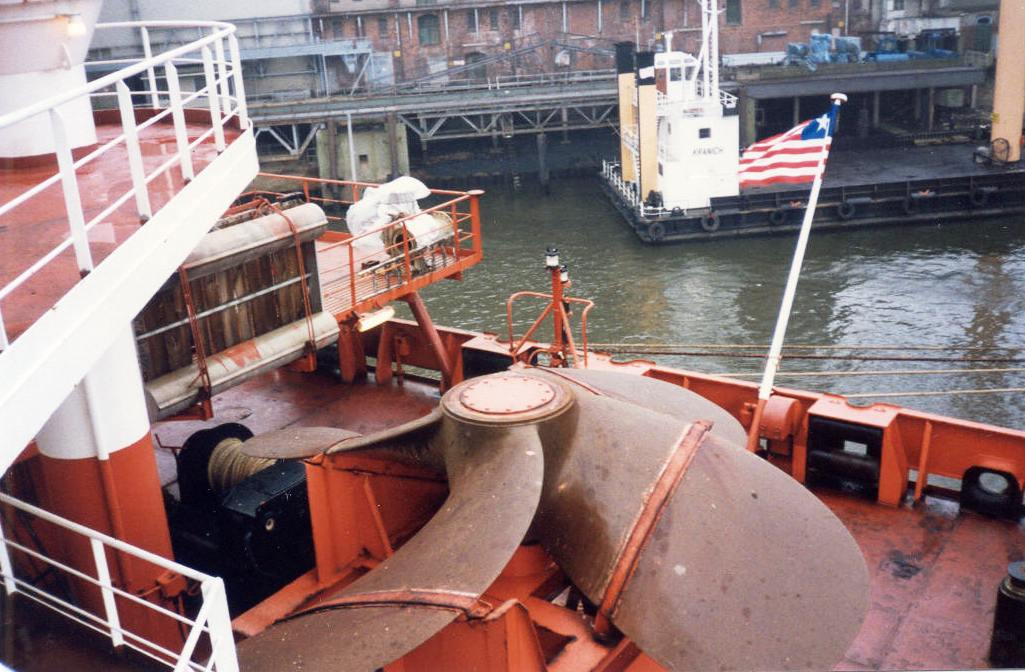
Reservepropeller auf dem Achterdeck der Columbus Canterbury
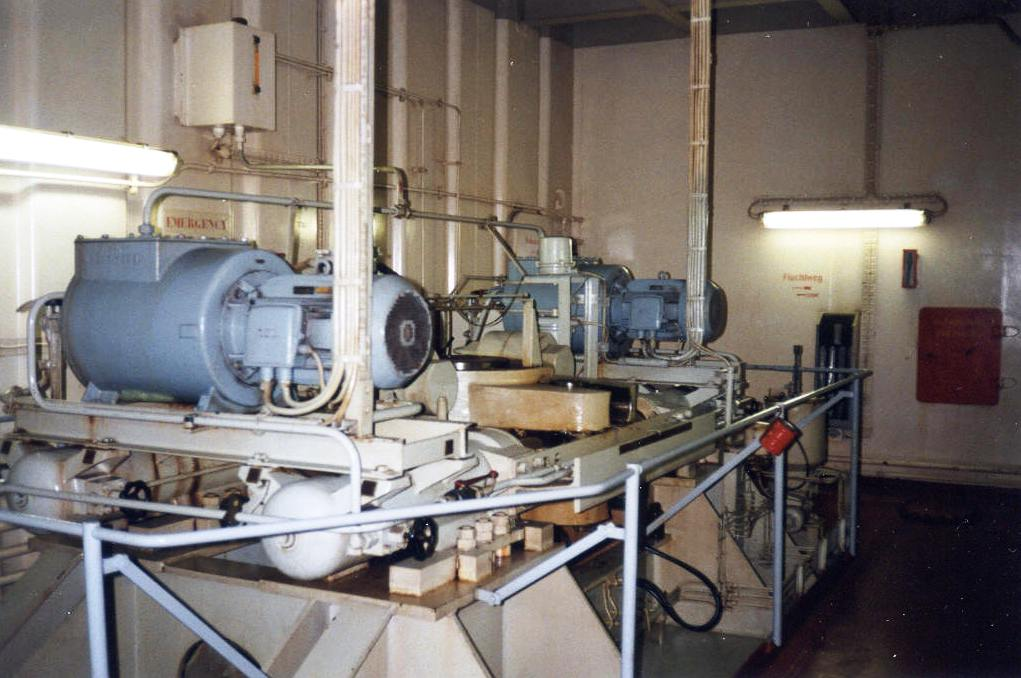
Rudermaschine der Columbus Canterbury

## Die Schiffe
| Bauname             | Bau- nummer | IMO- Nummer | Stapellauf Ablieferung     | Spätere Namen und Verbleib |
| ------------------- | ----------- | ----------- | -------------------------- | --- |
| Columbus Louisiana  | 1023        | 7800150     | 2. Nov. 1978 2. Apr. 1979  | 1991 Oregon Star, 1994 Columbus Victoria, 2000 Verkauf an Ofer Brothers, Limassol, 2007 Abbruch                                                                      |
| Columbus Canterbury | 1024        | 7800162     | 24. Feb. 1979 2. Juli 1979 | Columbus Canterbury bis 1983, bis 1986 Monte Sarmiento, bis 1994 CMB Memling, bis 2004 Columbus Canada, bis 2006 Cap Brett, an Chittagong 14. November 2006, Abbruch |
| Columbus Queensland | 1025        | 7800174     | 28. Juni 1979 6. Dez. 1979 | 2000 Verkauf an Ofer Brothers, Limassol, 2003 City of Istanbul, 2005 Cap York, 2006 Abbruch                                                                          |